# (I've Had) The Time of My Life
(I've Had) The Time of My Life is een nummer van Bill Medley en Jennifer Warnes en is afkomstig uit de film Dirty Dancing uit 1987. Bill Medley is vooral bekend van The Righteous Brothers, waar hij deel van uitmaakte. Het nummer werd geschreven door Franke Previte, John DeNicole en Donald Markowitz. Het nummer werd voor de film uitgekozen door de choreograaf van Dirty Dancing, Kenny Ortega en zijn assistente Miranda Garrison. Garrison speelde ook de rol van Vivian in de film. Op 10 juli dat jaar werd het nummer op single uitgebracht in de VS en Canada. Op 19 oktober volgden Europa, Oceanië en Japan.

## Achtergrond
De plaat werd goed ontvangen in de muziek- en filmwereld en werd begin 1988 wereldwijd een hit. In thuisland de Verenigde Staten bereikte de plaat de nummer 1-positie in de Billboard Hot 100. In het Verenigd Koninkrijk bereikte de plaat de 6e positie in de UK Singles Chart.
In Nederland was de plaat op donderdag 26 november 1987 TROS Paradeplaat op Radio 3 en werd mede hierdoor een enorme hit in de destijds twee hitlijsten op de nationale publieke popzender. De plaat bereikte in zowel de Nederlandse Top 40 als de Nationale Hitparade Top 100 de nummer 1-positie.
In België bereikte de plaat eveneens de nummer 1-positie in zowel de voorloper van de Vlaamse Ultratop 50 als de Vlaamse Radio 2 Top 30.
Tevens won de single een Grammy Award, een Golden Globe en een Academy Award voor Best Originele Nummer.

## Covers, samples en gebruik in de media
- Van het nummer zijn diverse covers gemaakt. onder meer door Girls Aloud en Jermaine Jackson in duet met Jocelyn Brown.
- De Amerikaanse band The Black Eyed Peas sampleden het refrein van dit nummer in hun nummer The Time (Dirty Bit), dat op 5 november 2010 als eerste single werd uitgegeven van hun zesde studioalbum The Beginning.
- Tijdens de Amerikaanse presidentsverkiezingen 2016 tussen de Republikein Donald Trump en Democraat Hillary Clinton ging er een video van Lucky TV de wereld over met de beelden van het verkiezingsdebat van 9 oktober 2016. Het filmpje kreeg wereldwijde aandacht en bewondering en werd op YouTube ruim 4,5 miljoen keer gezien.[1][2]

## Hitnoteringen

### Nederlandse Top 40
| (I've Had) The Time of My Life in de Nederlandse Top 40 - binnen: 12-12-1987 | (I've Had) The Time of My Life in de Nederlandse Top 40 - binnen: 12-12-1987 | (I've Had) The Time of My Life in de Nederlandse Top 40 - binnen: 12-12-1987 | (I've Had) The Time of My Life in de Nederlandse Top 40 - binnen: 12-12-1987 | (I've Had) The Time of My Life in de Nederlandse Top 40 - binnen: 12-12-1987 | (I've Had) The Time of My Life in de Nederlandse Top 40 - binnen: 12-12-1987 | (I've Had) The Time of My Life in de Nederlandse Top 40 - binnen: 12-12-1987 | (I've Had) The Time of My Life in de Nederlandse Top 40 - binnen: 12-12-1987 | (I've Had) The Time of My Life in de Nederlandse Top 40 - binnen: 12-12-1987 | (I've Had) The Time of My Life in de Nederlandse Top 40 - binnen: 12-12-1987 | (I've Had) The Time of My Life in de Nederlandse Top 40 - binnen: 12-12-1987 | (I've Had) The Time of My Life in de Nederlandse Top 40 - binnen: 12-12-1987 | (I've Had) The Time of My Life in de Nederlandse Top 40 - binnen: 12-12-1987 | (I've Had) The Time of My Life in de Nederlandse Top 40 - binnen: 12-12-1987 | (I've Had) The Time of My Life in de Nederlandse Top 40 - binnen: 12-12-1987 | (I've Had) The Time of My Life in de Nederlandse Top 40 - binnen: 12-12-1987 | (I've Had) The Time of My Life in de Nederlandse Top 40 - binnen: 12-12-1987 | (I've Had) The Time of My Life in de Nederlandse Top 40 - binnen: 12-12-1987 | (I've Had) The Time of My Life in de Nederlandse Top 40 - binnen: 12-12-1987 | (I've Had) The Time of My Life in de Nederlandse Top 40 - binnen: 12-12-1987 | (I've Had) The Time of My Life in de Nederlandse Top 40 - binnen: 12-12-1987 |
| Week                                                                         | 1                                                                            | 2                                                                            | 3                                                                            | 4                                                                            | 5                                                                            | 6                                                                            | 7                                                                            | 8                                                                            | 9                                                                            | 10                                                                           | 11                                                                           | 12                                                                           | 13                                                                           | 14                                                                           | 15                                                                           | 16                                                                           | 17                                                                           | 18                                                                           | 19                                                                           |                                                                              |
| ---------------------------------------------------------------------------- | ---------------------------------------------------------------------------- | ---------------------------------------------------------------------------- | ---------------------------------------------------------------------------- | ---------------------------------------------------------------------------- | ---------------------------------------------------------------------------- | ---------------------------------------------------------------------------- | ---------------------------------------------------------------------------- | ---------------------------------------------------------------------------- | ---------------------------------------------------------------------------- | ---------------------------------------------------------------------------- | ---------------------------------------------------------------------------- | ---------------------------------------------------------------------------- | ---------------------------------------------------------------------------- | ---------------------------------------------------------------------------- | ---------------------------------------------------------------------------- | ---------------------------------------------------------------------------- | ---------------------------------------------------------------------------- | ---------------------------------------------------------------------------- | ---------------------------------------------------------------------------- | ---------------------------------------------------------------------------- |
| Nummer                                                                       | 35                                                                           | 16                                                                           | 7                                                                            | 3                                                                            | 2                                                                            | 1                                                                            | 1                                                                            | 1                                                                            | 1                                                                            | 1                                                                            | 1                                                                            | 1                                                                            | 1                                                                            | 1                                                                            | 2                                                                            | 4                                                                            | 8                                                                            | 14                                                                           | 24                                                                           | uit                                                                          |

### Nationale Hitparade Top 100
| (I've Had) The Time of My Life in de Nationale Hitparade Top 100 - binnen: 12-12-1987 | (I've Had) The Time of My Life in de Nationale Hitparade Top 100 - binnen: 12-12-1987 | (I've Had) The Time of My Life in de Nationale Hitparade Top 100 - binnen: 12-12-1987 | (I've Had) The Time of My Life in de Nationale Hitparade Top 100 - binnen: 12-12-1987 | (I've Had) The Time of My Life in de Nationale Hitparade Top 100 - binnen: 12-12-1987 | (I've Had) The Time of My Life in de Nationale Hitparade Top 100 - binnen: 12-12-1987 | (I've Had) The Time of My Life in de Nationale Hitparade Top 100 - binnen: 12-12-1987 | (I've Had) The Time of My Life in de Nationale Hitparade Top 100 - binnen: 12-12-1987 | (I've Had) The Time of My Life in de Nationale Hitparade Top 100 - binnen: 12-12-1987 | (I've Had) The Time of My Life in de Nationale Hitparade Top 100 - binnen: 12-12-1987 | (I've Had) The Time of My Life in de Nationale Hitparade Top 100 - binnen: 12-12-1987 | (I've Had) The Time of My Life in de Nationale Hitparade Top 100 - binnen: 12-12-1987 | (I've Had) The Time of My Life in de Nationale Hitparade Top 100 - binnen: 12-12-1987 | (I've Had) The Time of My Life in de Nationale Hitparade Top 100 - binnen: 12-12-1987 | (I've Had) The Time of My Life in de Nationale Hitparade Top 100 - binnen: 12-12-1987 | (I've Had) The Time of My Life in de Nationale Hitparade Top 100 - binnen: 12-12-1987 | (I've Had) The Time of My Life in de Nationale Hitparade Top 100 - binnen: 12-12-1987 | (I've Had) The Time of My Life in de Nationale Hitparade Top 100 - binnen: 12-12-1987 | (I've Had) The Time of My Life in de Nationale Hitparade Top 100 - binnen: 12-12-1987 | (I've Had) The Time of My Life in de Nationale Hitparade Top 100 - binnen: 12-12-1987 | (I've Had) The Time of My Life in de Nationale Hitparade Top 100 - binnen: 12-12-1987 | (I've Had) The Time of My Life in de Nationale Hitparade Top 100 - binnen: 12-12-1987 | (I've Had) The Time of My Life in de Nationale Hitparade Top 100 - binnen: 12-12-1987 | (I've Had) The Time of My Life in de Nationale Hitparade Top 100 - binnen: 12-12-1987 | (I've Had) The Time of My Life in de Nationale Hitparade Top 100 - binnen: 12-12-1987 | binnen: 20-04-1991 | binnen: 20-04-1991 | binnen: 20-04-1991 | binnen: 20-04-1991 | binnen: 20-04-1991 | binnen: 20-04-1991 |
| Week                                                                                  | 1                                                                                     | 2                                                                                     | 3                                                                                     | 4                                                                                     | 5                                                                                     | 6                                                                                     | 7                                                                                     | 8                                                                                     | 9                                                                                     | 10                                                                                    | 11                                                                                    | 12                                                                                    | 13                                                                                    | 14                                                                                    | 15                                                                                    | 16                                                                                    | 17                                                                                    | 18                                                                                    | 19                                                                                    | 20                                                                                    | 21                                                                                    | 22                                                                                    | 23                                                                                    |                                                                                       | 24                 | 25                 | 26                 | 27                 | 28                 |                    |
| ------------------------------------------------------------------------------------- | ------------------------------------------------------------------------------------- | ------------------------------------------------------------------------------------- | ------------------------------------------------------------------------------------- | ------------------------------------------------------------------------------------- | ------------------------------------------------------------------------------------- | ------------------------------------------------------------------------------------- | ------------------------------------------------------------------------------------- | ------------------------------------------------------------------------------------- | ------------------------------------------------------------------------------------- | ------------------------------------------------------------------------------------- | ------------------------------------------------------------------------------------- | ------------------------------------------------------------------------------------- | ------------------------------------------------------------------------------------- | ------------------------------------------------------------------------------------- | ------------------------------------------------------------------------------------- | ------------------------------------------------------------------------------------- | ------------------------------------------------------------------------------------- | ------------------------------------------------------------------------------------- | ------------------------------------------------------------------------------------- | ------------------------------------------------------------------------------------- | ------------------------------------------------------------------------------------- | ------------------------------------------------------------------------------------- | ------------------------------------------------------------------------------------- | ------------------------------------------------------------------------------------- | ------------------ | ------------------ | ------------------ | ------------------ | ------------------ | ------------------ |
| Nummer                                                                                | 68                                                                                    | 35                                                                                    | 9                                                                                     | 6                                                                                     | 2                                                                                     | 2                                                                                     | 1                                                                                     | 1                                                                                     | 1                                                                                     | 1                                                                                     | 1                                                                                     | 1                                                                                     | 1                                                                                     | 2                                                                                     | 3                                                                                     | 6                                                                                     | 7                                                                                     | 11                                                                                    | 19                                                                                    | 38                                                                                    | 50                                                                                    | 75                                                                                    | 94                                                                                    | uit                                                                                   | 71                 | 54                 | 46                 | 49                 | 75                 | uit                |

### NPO Radio 2 Top 2000
| Nummer met noteringen in de NPO Radio 2 Top 2000 | '99 | '00 | '01 | '02  | '03  | '04  | '05  | '06  | '07  | '08  | '09 | '10  | '11  | '12  | '13  | '14  | '15  | '16  | '17  | '18  | '19  | '20  | '21  | '22  | '23  | '24  |
| ------------------------------------------------ | --- | --- | --- | ---- | ---- | ---- | ---- | ---- | ---- | ---- | --- | ---- | ---- | ---- | ---- | ---- | ---- | ---- | ---- | ---- | ---- | ---- | ---- | ---- | ---- | ---- |
| (I've Had) The Time of My Life                   | 615 | 741 | 998 | 1248 | 1445 | 1317 | 1511 | 1524 | 1666 | 1463 | -   | 1809 | 1994 | 1887 | 1851 | 1738 | 1819 | 1786 | 1881 | 1869 | 1669 | 1549 | 1512 | 1650 | 1779 | 1837 |

1. ↑  Een '-' betekent dat het nummer niet was genoteerd en een vetgedrukt getal geeft de hoogste notering aan.